# SBB Ae 4/6
Die Ae 4/6 war eine Schnellzuglokomotive der SBB, die vor allem am Gotthard eingesetzt war. Die während des Zweiten Weltkrieges gebauten Lokomotiven waren bei den Lokomotivführern und dem Werkstättenpersonal nicht besonders beliebt.
Trotz dem verhältnismässig lauten Antrieb der Lokomotive und dem während der Kriegsjahre verwendete minderwertige Material wurden die Lokomotiven während vier Jahrzehnten, von Beginn der 1940er bis zu Beginn der 1980er Jahre hauptsächlich vor Schnellzügen am Gotthard eingesetzt.
Ein der Ae 4/6 bezüglich der Konstruktion ähnliche Lokomotiven wurden 1948 an die Niederländischen Staatsbahnen (NS) geliefert. Eine dieser als NS 1000 bezeichneten Lokomotiven steht heute im Eisenbahnmuseum in Utrecht.

## Vorgeschichte
Die grosse Leistung der Ae 8/14 konnte nur vor Güterzügen am Gotthard voll ausgenutzt werden, so dass für die Schnellzüge nach einer wirtschaftlicheren Lösung gesucht wurde. Die SBB gaben deshalb bei der Industrie eine Lokomotive in Auftrag, die nur die halbe Leistung der zuletzt gelieferten Ae 8/14 11852 mit dem Spitznamen Landi-Lok haben sollte, dafür aber bei Bedarf in Doppeltraktion eingesetzt werden kann. Sie diente damit sozusagen als Prototyp. 1941 wurden vorerst vier Loks in Auftrag gegeben, die restlichen zwei Baulose zu je vier Loks wurden später bestellt. 1944 waren alle 12 Lokomotiven ausgeliefert.

## Konstruktion
Die Ae 4/6 entspricht im Wesentlichen einer Hälfte der Ae 8/14 11852, die mit einem zweiten Führerstand versehen wurde. Durch Gewichtseinsparungen bei den Fahrmotoren und der elektrischen Bremse konnte auf die Laufachse zwischen den Antriebsachsen verzichtet werden. Die Lokomotiven waren von Beginn an mit Vielfachsteuerung ausgerüstet, so dass zwei Lokomotiven zusammen auch vor Güterzügen eingesetzt werden konnten.

### Mechanische Konstruktion

Typenskizze
Abheben des Kastens einer Ae 4/6
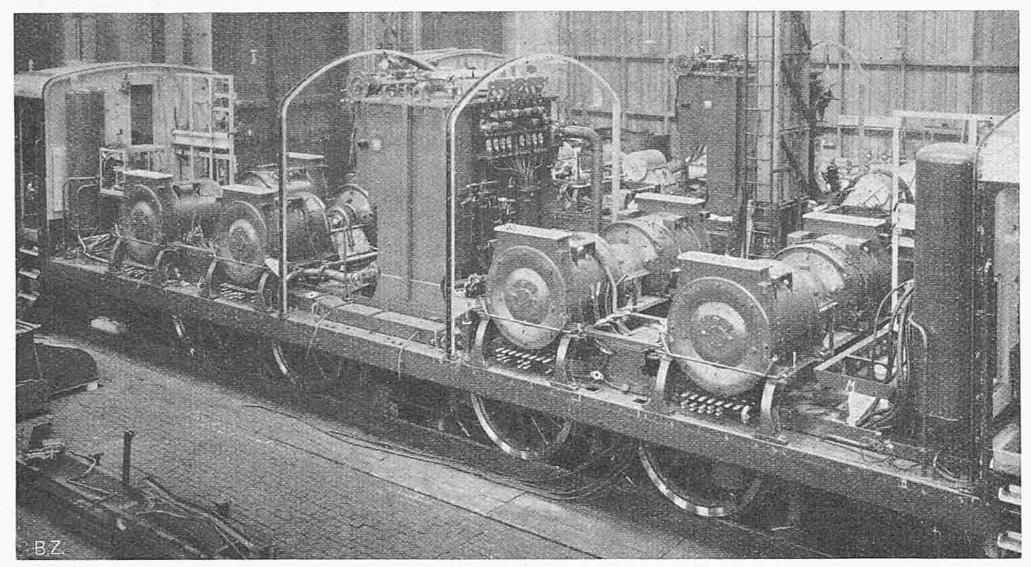
Die Montage einer Ae 4/6 bei BBC in Baden; in der Mitte der Stufentransformator
Die Achsen und die Java-Gestelle einer Ae 4/6

Die Ae 4/6 waren die letzten von den SBB in Auftrag gegebenen Rahmenlokomotiven. Das Laufwerk umfasst vier Treibachsen sowie die beiden Laufachsen an den Lokenden. Diese bilden mit der benachbarten Treibachse jeweils ein Java-Gestell. Zu jeder Treibachse gehören zwei Fahrmotoren. Das Drehmoment wird über einen SLM-Universalantrieb auf die Achse übertragen.
Der Lokomotivkasten war in Leichtbauweise ausgeführt. Durch das eingesparte Gewicht konnte auf eine dritte Laufachse verzichtet werden. Mit 19,5 kg/PS waren die Lokomotiven für die damalige Zeit gemessen an der hohen Leistung sehr leicht. Bei schweren Anfahrten hatten die Triebräder die Tendenz zum Schleudern, und die Gleitlager an Motoren, Achsen und Getriebe neigten zum Heisslaufen.
Der Führerstand war das erste Mal in einer Lokomotive der SBB auf der linken Seite angeordnet, und die Bremse besass erstmals eine Umstelleinrichtung für die Stellungen G-P-R. Die Lokomotive war mit einem Registriertachograph des Typs «RT» der Firma Hasler Bern, ausgerüstet.

### Elektrische Konstruktion
Erstmals wurden serienmässig Drucklufthauptschalter und Hochspannungsstufenschalter eingebaut. Wegen der Rohstoffknappheit im Zweiten Weltkrieg wurden der Haupttransformator und die Fahrmotoren mit Aluminiumwicklungen ausgeführt.
Die Lokomotiven waren mit einer elektrischen Nutzbremse ausgerüstet: Ein Motor der Antriebsachse 1 diente als Erregermaschine für die Fahrmotoren der Achsen 2 bis 4. Diese arbeiteten als Generatoren und speisten den Strom beim Bremsen in die Fahrleitung zurück.
Die Lokomotiven waren mit einer Vielfachsteuerung ausgerüstet, die jedoch nicht zuverlässig funktionierte und daher eher selten verwendet wurde.

## Betriebseinsatz

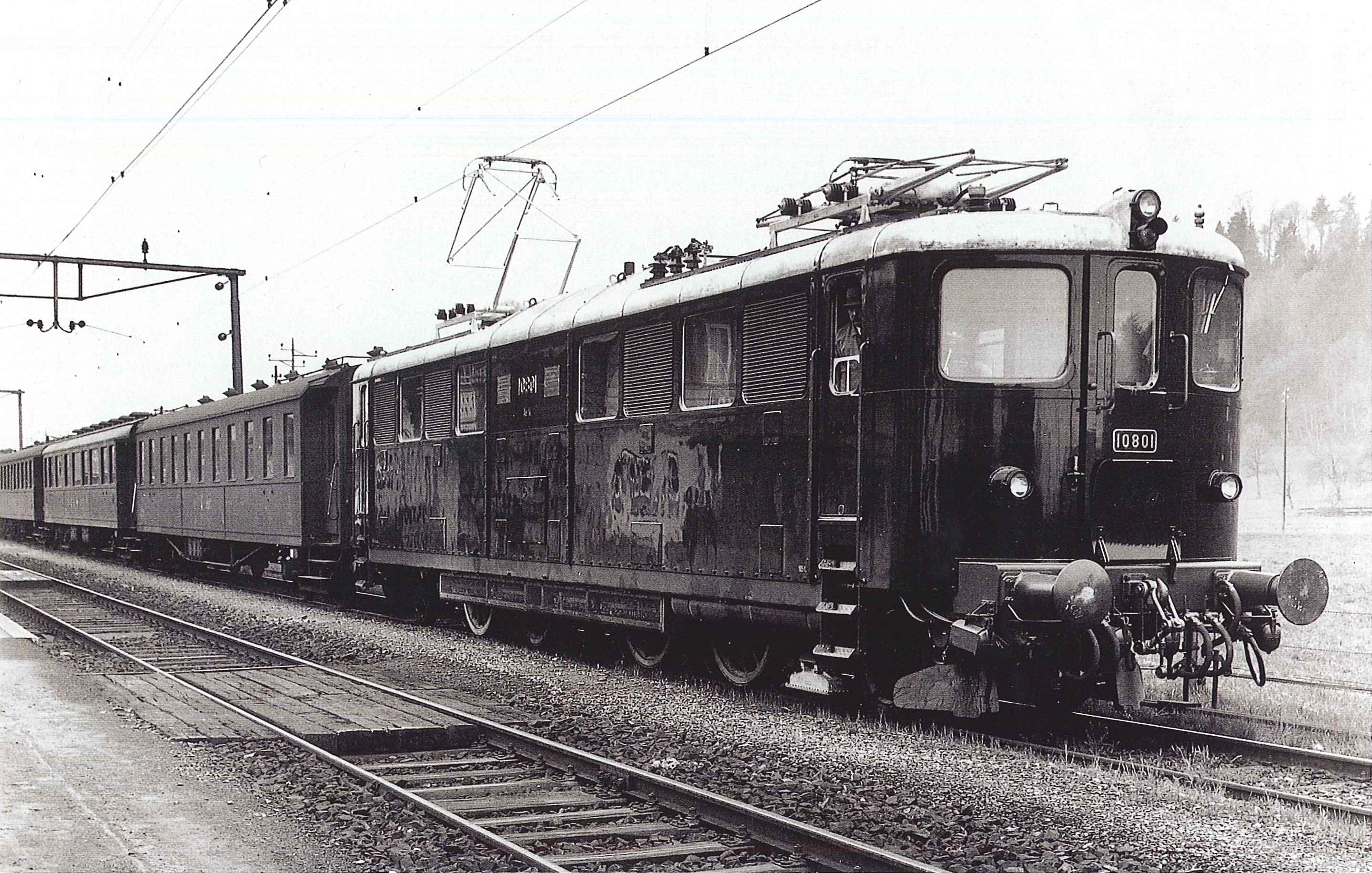
Ae 4/6 10801 auf Vorführfahrt

Die Ae 4/6 wurden nach der Ablieferung in den 1940er Jahren vor den Gotthardschnellzügen eingesetzt. Dort lösten sie die älteren Be 4/6 und Ae 4/7 ab. Mit einem 375 Tonnen Zug konnten sie auf einer 26 ‰ Steigung eine Geschwindigkeit von 75 km/h erreichen. Ihr Einsatz vor den Schnellzügen war aber bereits in den 1960er Jahren zu Ende, als sie von den moderneren Ae 6/6 verdrängt wurden. Bis zu Beginn der 1980er Jahre waren die Lokomotiven noch in leichteren Diensten und als Vorspann vor Güterzügen anzutreffen.
Ende der 1970er Jahre tat sich dann noch ein kurzer Lichtblick auf. Die damalige Schweizerische Südostbahn (SOB) war im Besitz einer einzigen Re 4/4III als leistungsfähiges Triebfahrzeug für ihre 50 ‰ Rampen. Für die schweren Pilgerzüge zum Kloster Einsiedeln suchte sie weitere leistungsfähige Triebfahrzeuge. 1980 wurden deshalb Versuche mit der Ae 4/6 auf der SOB durchgeführt. Wegen des schlechten Adhäsionsverhaltens brach die SOB die Versuche ab und kaufte stattdessen drei Re 4/4III von den SBB.

## Ausrangierung

Letzte Ae 4/6 der SBB im Einsatz mit einem Nahgüterzug im Tessin

Die erste Lokomotive wurde 1965 nach einem Brand ausrangiert, die anderen folgten zu Beginn der 1980er Jahre. Die letzte ausrangierte Lokomotive war die 10811, welche bis zum Mai 1983 im Tessin vor Nahgüterzügen eingesetzt war. Es blieb keine Lokomotive der Nachwelt erhalten. Alle Ae 4/6 endeten auf dem Lokomotiv-Friedhof in Biasca. Einzig der Führerstand einer Ae 4/6 ist erhalten geblieben und befindet sich jetzt im Verkehrshaus in Luzern.